# Testikel
Testiklarna är den manliga gonaden som bildar spermier, samt mannens endokrina körtlar som producerar könshormoner. 
Testiklarna producerar spermier och manliga könshormoner, såsom testosteron. Däggdjur av hankön har två testiklar, som oftast finns i en utbuktning som kallas pungen upphängda i sädessträngarna (funiculus spermaticus). I dessa finns sädesledarna, vas deferens, transportkanaler för spermierna på väg från pungen. Sädessträngarna håller även testiklarna på plats i pungen. 
Testiklarna finns utanför kroppen eftersom processen för att bilda spermier, spermatogenesen, fungerar bättre vid temperaturer något lägre än kroppens normala 37 grader Celsius. Cremaster-muskeln, musculus cremaster hör till sädessträngarna, och när den drar ihop sig förkortas strängen och testikeln lyfts upp närmare kroppen, till en mer optimal temperatur. Vid hög temperatur slappnar muskeln av, och testikeln hamnar längre ifrån den varma kroppen. Reflexen att dra ihop sädessträngarna utlöses även vid stress och vid orgasm.
Det är vanligt att en testikel hänger längre ner än den andra. Detta kan förklaras med skillnader i blodkärlens struktur på kroppens vänstra och högra sida.

## Utveckling
Det kan hända att en eller båda av testiklarna inte hinner vandra ner till pungen innan en pojke föds. Oftast är det endast en av testiklarna som inte har vandrat ner. Hos 25-30 procent av för tidigt födda pojkar har inte testiklarna hunnit vandra ner till pungen. Detta kan också ske hos pojkar som föds i normal tid, hos cirka tre procent har inte testiklarna hunnit vandra ner. Testiklarna brukar dock oftast ha vandrat ner under pojkens första levnadsår.

## Funktion

Diagram av en vuxen människas testikel: A.) Blodkärl; B.) Head of epididymis; C.) Efferent ductules; D.) Sädeskanalerna; E.) Parietal lamina of tunica vaginalis; F.) Visceral lamina of tunica vaginalis; G.) Cavity of tunica vaginalis; H.) Tunica albuginea; I.) Lobule of testis; J.) Tail of epididymis; K.) Body of epididymis; L.) Mediastinum; M.) Sädesledare.

Liksom äggstockarna, som de är manliga motsvarigheter till, hör testiklarna både till det reproduktiva systemet och till det endokrina systemet. De funktioner som hör till respektive system är produktion av spermier och av manliga könshormoner, varav testosteron är den mest välkända. Bägge funktionerna kontrolleras av hormoner som produceras av hypofysen: luteiniserande hormon (LH) och follikelstimulerande hormon (FSH). Andra hormoner som bildas i testiklarna är exempelvis anti-Mülleriskt hormon.

## Struktur
Testikeln har ett fibröst yttre hölje tunika albuginea testis. Under denna består testikeln av mycket tunna, hopsnurrade rör, sädeskanaler. Dessa har på insidan ett tunt lager celler som producerar spermier, bland annat sertoliceller, som utsöndrar olika hormoner samt utgör stöd för spermatogoner, som är de celler som ger upphov till mogna spermier. I den luckra vävnaden mellan sädeskanalerna ligger även Leydigceller, en form av interstitialcell som är ansvariga för att producera testosteron och andra androgena hormoner. 
Sädeskanalerna leder till bitestiklarna, epididymis, där de nybildade spermierna mognar. Därifrån leder sädesledarna, som mynnar ut i urinröret. Vid sädesuttömning rör sig spermierna genom sädesledarna, och blandas med sädesvätska från sädesblåsorna och sekret från prostata.

## Galleri

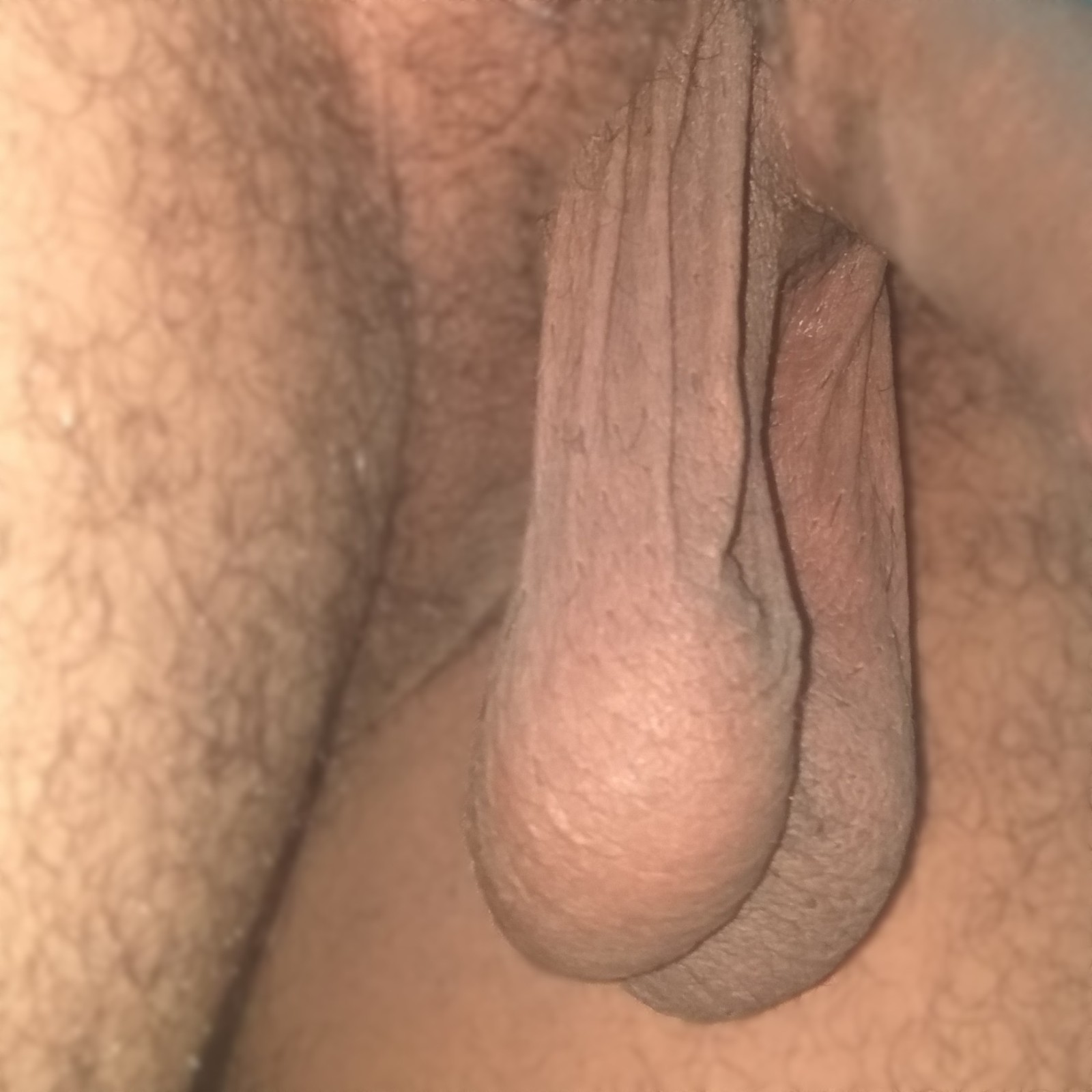
Hängande testiklar, värmen gör så att testiklarna sjunker och blir kylda.
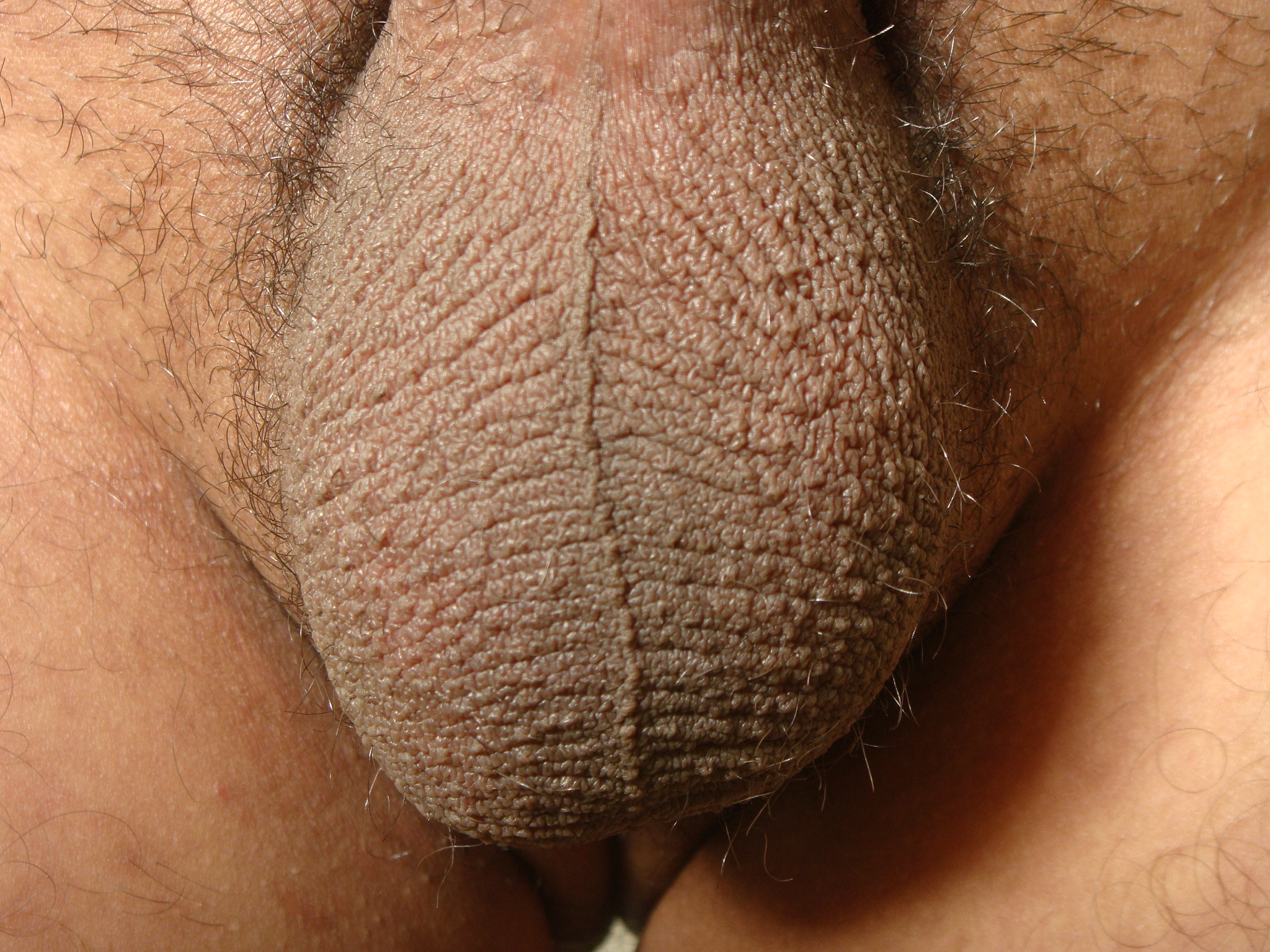
Scrotum innehållandes normalstora testiklar.
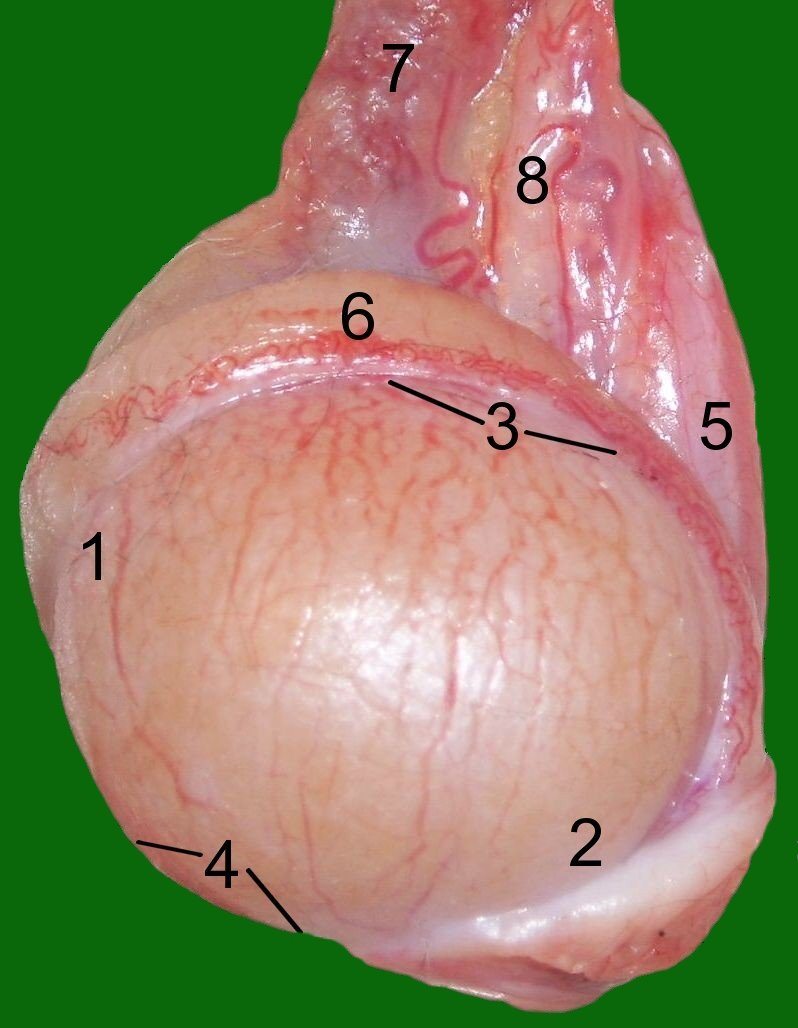
Testikel av en katt.
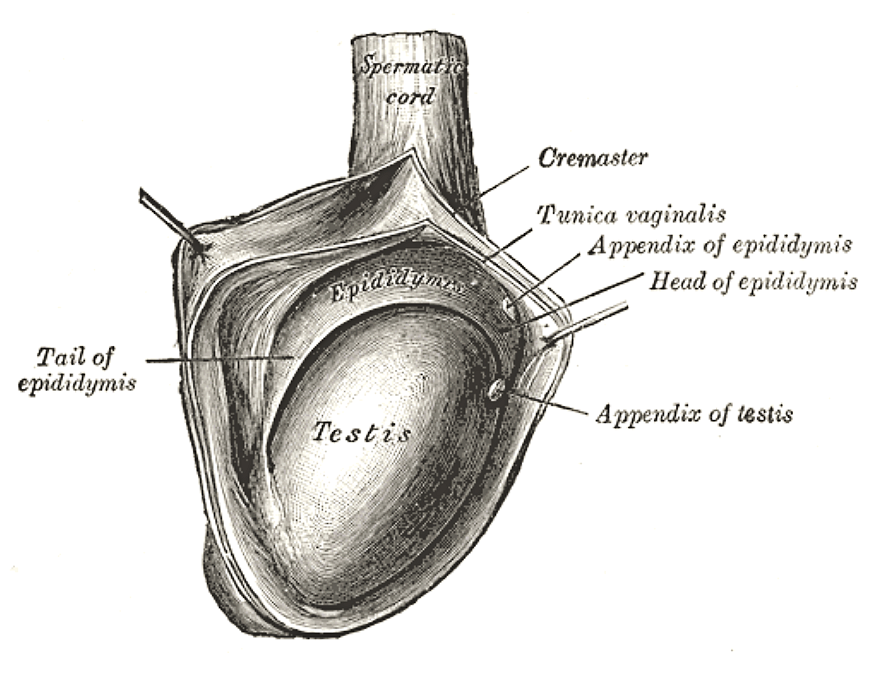
Bild av höger testikel, genomskärning.